# Conseil des commissaires du peuple de la république socialiste fédérative soviétique de Russie
Pour les articles homonymes, voir Conseil des commissaires du peuple.

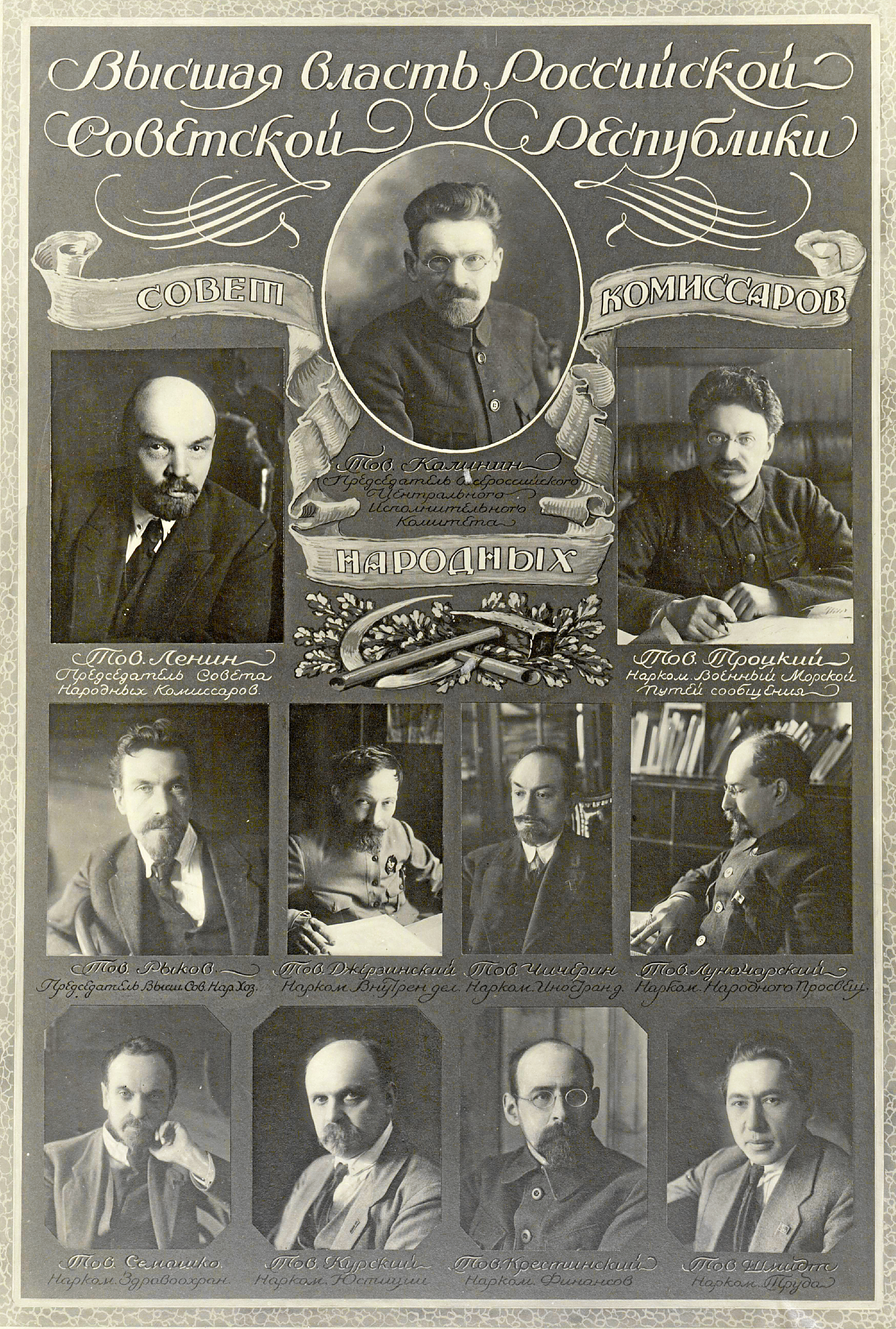

Les Conseils des commissaires du peuple (en russe : Совет народных комиссаров (СНК), Sovet narodnykh kommissarov), et communément appelé Sovnarkom (Совнарком), sont les plus hautes autorités exécutives de la république socialiste fédérative soviétique de Russie, de l'Union soviétique et des républiques soviétiques de 1917 à 1946.
Le Sovnarkom de la RSFSR est en république de Russie peu après la révolution d'Octobre en 1917 et son rôle est formalisé dans la Constitution de 1918 de la RSFSR pour être responsable devant le Congrès des Soviets de la RSFSR de l'administration générale des affaires de la RSFSR. Contrairement à son prédécesseur le gouvernement provisoire russe qui comptait des représentants de plusieurs partis politiques, et sauf la brève coalition bipartite avec les socialistes-révolutionnaires de gauche de décembre 1917 à mars 1918, le Sovnarkom est  un gouvernement composé d’un unique parti, les bolcheviks. Le Sovnarkom de l'URSS et le Congrès des Soviets de l'URSS fondés en 1922,  sont calqués sur le système RSFSR, des organes Sovnarkom identiques sont fondés dans les républiques soviétiques et les républiques autonomes. Le Sovnarkom est devenu le principal exécutif du gouvernement de l'Union soviétique avec son chef, le Premier ministre de l'URSS, en tant que chef du gouvernement. Le Sovnarkom émet des décrets ayant force de loi si le Congrès n’est pas en session, si ces décrets ne sont pas approuvés lors de la session suivante du Congrès, ils sont considérés comme révoqués. Les principes du centralisme démocratique signifient que le Congrès se contente d'approuver automatiquement les décrets du Sovnarkom lors de sa prochaine session.
Le Sovnarkom est dissous puis transformé en Conseil des ministres en 1946.

## Commissaires du peuple d'origine

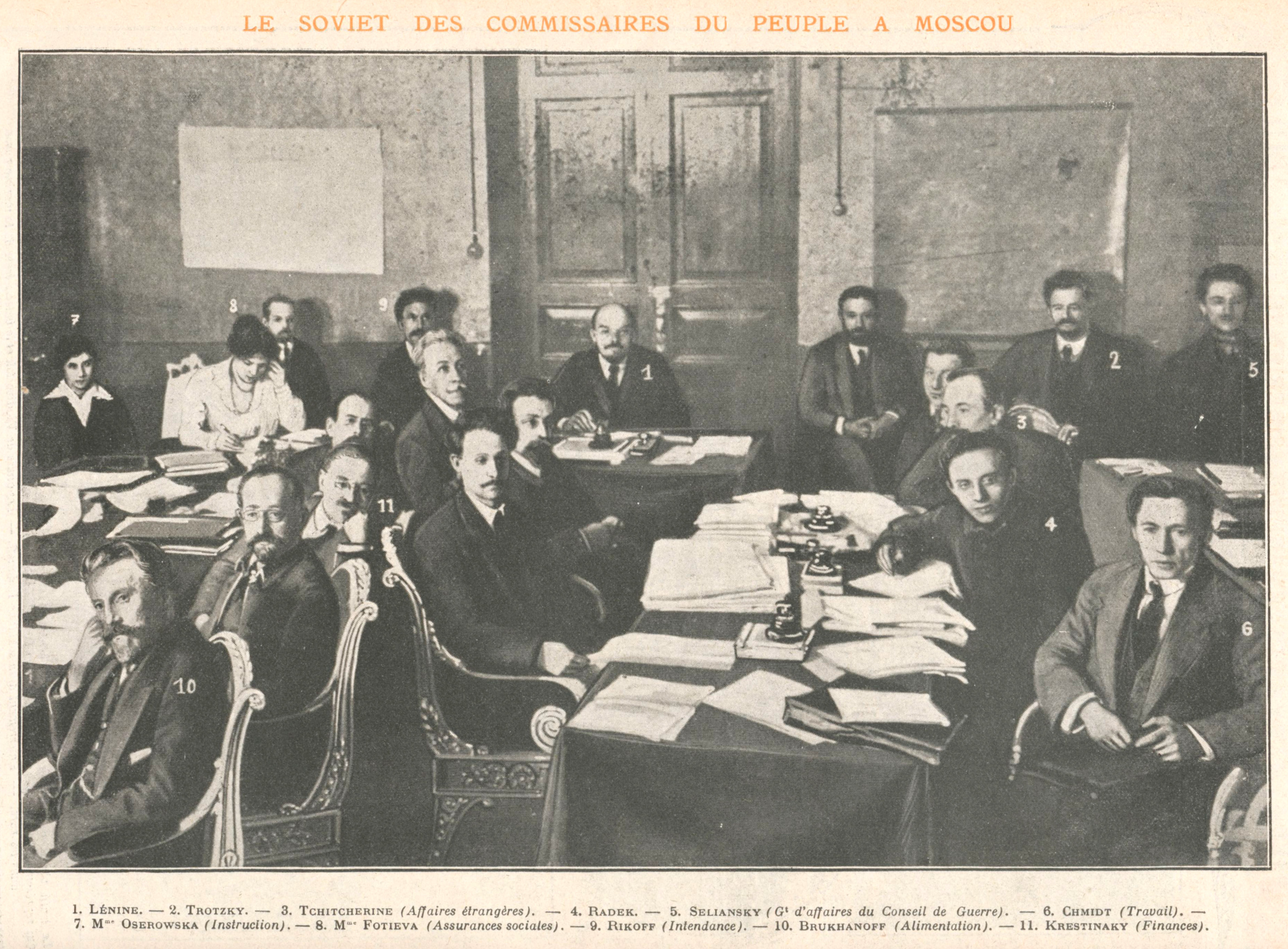
Session du Conseil des commissaires du peuple, réunis le 12 juin 1920 à Moscou

Après l'expulsion des socialistes-révolutionnaires de droite et des mencheviks, qui refusent de légitimer l'insurrection bolchevique, le IIe congrès des Soviets est composé de bolcheviks et de socialistes-révolutionnaires de gauche. Avant de se séparer, il instaure un « gouvernement ouvrier et paysan provisoire », le Conseil des commissaires du peuple, qui doit gouverner le pays « jusqu'à la réunion de l'Assemblée constituante ».
Le Conseil des commissaires du peuple ne comporte alors que des bolcheviks.
De nombreux commissaires se sont ensuite opposés à la majorité du parti organisée par Staline et conspirent avec l'opposition trotskyste ou un autre groupe d'opposition, ce qui a entraîné leur expulsion du parti ou leur arrestation. Le parti avait interdit les groupes d'opposition factionnels lors du onzième congrès du parti en 1921. Le commissariat du peuple d'origine comprenait toujours des communistes de gauche, des trotskystes et d'autres ex-opposants. La plupart des conspirateurs présumés sont exécutés pour trahison lors de la Grande Purge, certains ont eu des peines réduites à l'emprisonnement. 
| Commissaire du peuple                                                       | Titulaire d'origine                     | Décès                   |
| --------------------------------------------------------------------------- | --------------------------------------- | ----------------------- |
| Président                                                                   | Vladimir Lénine                         | AVC, 1924               |
| Chef de l'administration du Conseil (secrétaire)                            | Vladimir Bonch-Bruyevitch               | Causes naturelles, 1955 |
| Commissariat du peuple aux affaires étrangères de la RSFSR                  | Léon Trotsky                            | Assassiné en 1940       |
| Commissariat du peuple à l'agriculture                                      | Vladimir Milioutine                     | Exécuté en 1937         |
| Conseil des commissaires du peuple à la guerre et aux affaires de la marine | Nikolai Krylenko (université de guerre) | Exécuté en 1938         |
| Conseil des commissaires du peuple à la guerre et aux affaires de la marine | Pavel Dybenko (Collège de la Marine)    | Exécuté en 1938         |
| Commissariat du peuple au commerce et à l'industrie de la RSFSR             | Victor Nogin                            | Causes naturelles 1924  |
| Commissariat du peuple à l'éducation de la RSFSR                            | Anatoly Lunacharsky                     | Causes naturelles 1933  |
| Commissariat du peuple à l'alimentation                                     | Ivan Théodorovitch                      | Exécuté en 1937         |
| Commissariat du peuple aux affaires intérieures de la RSFSR                 | Alexeï Rykov                            | Exécuté en 1938         |
| Commissariat du peuple à la justice                                         | Georgy Oppokov                          | Exécuté en 1938         |
| Commissariat du peuple au travail                                           | Alexandre Chlyapnikov                   | Exécuté en 1937         |
|                                                                             |                                         |                         |
| Commissariat du Peuple aux Nationalités                                     | Joseph Staline                          | Causes naturelles 1953  |
| Commissariat du peuple aux postes et télégraphes de la RSFSR                | Nikolai Glebov-Avilov                   | Exécuté en 1937         |
| Commissariat du peuple aux finances                                         | Ivan Skvortsov-Stepanov                 | Fièvre typhoïde, 1928   |
| Commissariat du peuple au bien-être social                                  | Alexandra Kollontai                     | Causes naturelles, 1952 |

## Sovnarkom de toute l'Union
Lors de la création de l'URSS en 1922, le gouvernement de l'Union soviétique est calqué sur le premier Sovnarkom, qui disparaît jusqu'en 1929. Les républiques soviétiques ont obtenu par la suite leurs propres gouvernements qui s'occupaient des affaires intérieures.

## Sovmine
En 1946, les Sovnarkoms ont été transformés en Conseil des ministres (Sovmin) au niveau de toute l'Union et de la République de l'Union,,.   